# Lickey End
Lickey End – wieś w Anglii, w hrabstwie Worcestershire, w dystrykcie Bromsgrove. Leży 22 km na północny wschód od miasta Worcester i 162 km na północny zachód od Londynu. Miejscowość liczy 2764 mieszkańców.